# Lluís Chauvet
Lluís Chauvet   (Perpinyà, 27 de juliol de 1906 - Menucourt, 18 d'abril de 1981), també conegut com a Louis Chauvet, va ser un escriptor, periodista i crític cinematogràfic nord-català.

## Biografia
Fill de l'escriptor, historiador i periodista Horaci Chauvet, començà a publicar a Le Temps (1861-1942); posteriorment fou redactor i crític de cinema a Le Figaro de París, encara que també publicà a altres periòdics (com Les Oeuvres Libres el 1952). Va ser jurat al Festival Internacional de Cinema de Canes dels anys 1951, 1952, 1953 i 1960, així com del Festival Internacional de Cinema de Sant Sebastià del 1960. Presidí la Federació Internacional de la Premsa Cinematogràfica.
Fou autor de novel·les (Furieusement tendrei L'air sur la quatrième corde) i llibres sobre el cinema. Guanyà el premi "Interallié" del 1953 amb l'obra Air sur la quatrième corde. El 1972 en col·laboració amb André Tabet adaptà per al teatre La prison, una novel·la de Georges Simenon, i el 1973 For Whom the Bell Tolls, d'Ernest Hemingway.

## Obres
- Journal d'un témoin, capítol a La libération de Paris Paris: Fasquelle, 1945
- Furieusement tendre Paris: Gallimard, 1949 (diverses edicions)
- Le porte-plume et la camera: essai Paris: Flammarion, 1950
- L'air sur la quatrième corde Paris: Flammarion, 1953
- La petite acrobate de l'Helvétia Paris: Flammarion, 1954
- Le porteplume et la caméra, assaig
- Louis Chauvet, Jean Fayard, Pierre Mazars Le cinéma à travers le monde Paris: Hachette, 1961